# Robert Olsson (friidrottare)
Carl Robert Olsson, född 14 mars 1883 i Göteborg, död 21 juli 1954 i Borås, var en svensk friidrottare som tävlade för Örgryte IS. 
Olsson var oplacerad i slägga vid OS 1908 i London. Vid OS 1912 i Stockholm kom han på fjärde plats, han var då svensk fanbärare. Han var även med vid OS 1920 där han kom tia i slägga och tia i viktkastning.
Han vann SM i slägga 1915–17 och viktkastning 1917 samt SM i stafett 4 × 100 m 1904.
Han utsågs 1928 retroaktivt till Stor Grabb nummer 26 i friidrott.